# 榎本知郎
榎本 知郎（えのもと ともお、1947年 - ）は、日本の動物行動学者。元東海大学医学部准教授。専門は霊長類学、ニホンザルとボノボの性行動研究。

## 人物
鳥取県生まれ。1970年京都大学理学部卒業、1974年同大学院博士課程中退。1979年7月、「The sexual behavior of Japanese monkeys（ニホンザルの性行動）」で理学博士（京都大学）。
東海大学医学部助教授、2007年准教授。2010年定年退職。

## 著書
- 『組織学実習書』金芳堂 1983.3
- 『愛の進化：人はなぜ恋を楽しむか』どうぶつ社 1990.9（自然誌選書）
- 『人間の性はどこから来たのか』1994.3（平凡社・自然叢書 22）
- 『ボノボ：謎の類人猿に性と愛の進化を探る』1997.2（[[丸善ブック

ス]] 059）
- 『性・愛・結婚 霊長類学からのアプローチ』1998.9（丸善ブックス 074）
- 『ヒト 家をつくるサル』京都大学学術出版会 2006.5（学術選書 011）
- 『性器の進化論：生殖器が語る愛のかたち』化学同人 2010.1（DOJIN選書 29）
- 『なぜヒトは旅をするのか：人類だけにそなわった冒険心』化学同人 2011/1（DOJIN選書 37）

### 翻訳
- 『人とヒヒはどこまで同じか』シャーリ・C.ストラム どうぶつ社 1989.11（自然誌選書）
- 『攻撃とは何か：新しい人間の能力をさぐる』ジョン・クレーマ どうぶつ社 1990.7（自然誌選書）
- 『仲直り戦術：霊長類は平和な暮らしをどのように実現しているか』フランス・ドゥ・ヴァール 西田利貞共訳 どうぶつ社 1993.2

## 論文
- 国立情報学研究所収録論文 国立情報学研究所